# Āb Gandū
Āb Gandū (persiska: Āb Gandow, آب گندو) är en ort i Iran.   Den ligger i provinsen Khuzestan, i den centrala delen av landet, 500 km söder om huvudstaden Teheran. Āb Gandū ligger 787 meter över havet och antalet invånare är 391.
Terrängen runt Āb Gandū är varierad. Runt Āb Gandū är det ganska tätbefolkat, med 60 invånare per kvadratkilometer. Närmaste större samhälle är Bāgh-e Malek, 10,1 km nordväst om Āb Gandū. Omgivningarna runt Āb Gandū är i huvudsak ett öppet busklandskap.